# Santa Comba de Vilariça
Santa Comba de Vilariça est un village de la freguesia de Vila Flor située dans le district de Bragance et la région Nord du Portugal.